# Kedarnath
Kedarnath is een nagar panchayat (plaats) in het district Rudraprayag van de Indiase staat Uttarakhand. 

## Demografie
Volgens de Indiase volkstelling van 2001 wonen er 479 mensen in Kedarnath, waarvan 98% mannelijk en 2% vrouwelijk is. De plaats heeft een alfabetiseringsgraad van 63%. 